# Liste d'élections en 1814
Chronologie des élections
- 1810
- 1811
- 1812
- 1813
- 1814
- 1815
- 1816
- 1817
- 1818

Cet article recense les élections organisées durant l'année 1814.

Dans les premières années du XIXe siècle, seuls deux pays organisent des élections nationales : le Royaume-Uni et les États-Unis. La Norvège, toutefois, déclare son indépendance vis-à-vis du royaume du Danemark en 1814 et organise les premières élections nationales de son histoire, pour la tenue d'une assemblée constituante.

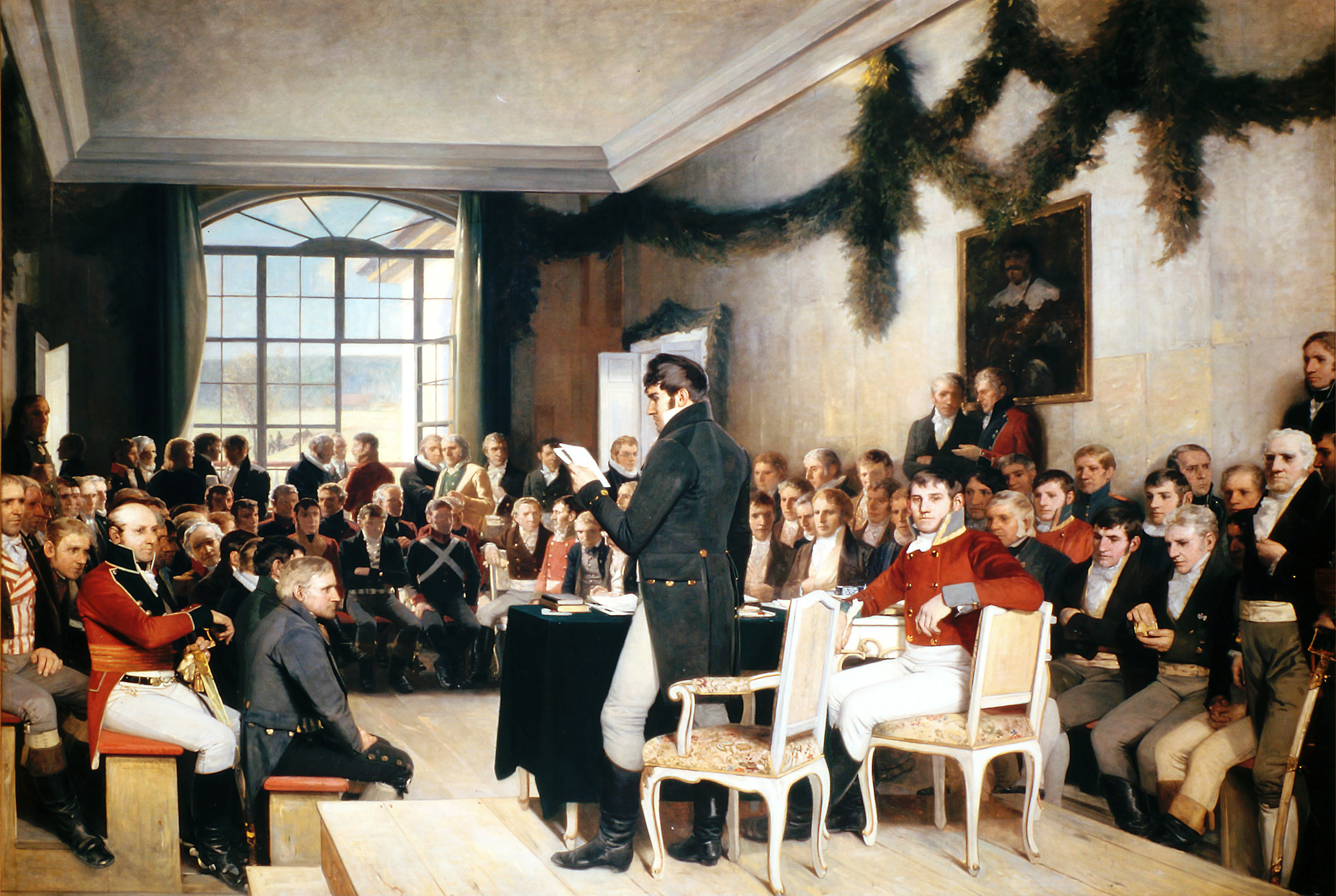
L'assemblée constituante norvégienne de 1814.Peinture d'Oscar Wergeland.

## Élections nationales en 1814
| Date                         | État       | Élection ou référendum                    | Contexte | Résultat |
| ---------------------------- | ---------- | ----------------------------------------- | --- | --- |
| 25 février - août            | Norvège    | Constituantes                             | Par le traité de Kiel en janvier, le Danemark cède la Norvège à la Suède. En réponse, une « Réunion de Notables (en) » est convoquée en Norvège par le vice-roi, le prince Christian, en vue de proclamer l'indépendance du pays. Les notables lui donnent mandat pour convoquer l'élection d'une assemblée constituante. Les élections ont lieu en février et mars dans la majeure partie du pays, mais ne se tiennent qu'en juillet et août dans le Finnmark, dans l'extrême-nord - et ce alors que l'assemblée s'est déjà réunie et a terminé ses délibérations. | En l'absence de partis politiques, tous les élus siègent sans étiquette. Ils adoptent la Constitution de la Norvège le 16 mai, faisant du pays un royaume indépendant. Le 26 juillet, la Suède attaque la Norvège pour faire valoir ses droits sur ce territoire : c'est la guerre suédo-norvégienne. Le 14 août, par la convention de Moss, la Norvège reconnaît la souveraineté du roi de Suède, mais conserve sa Constitution et ses nouvelles institutions, ne cédant aux Suédois que le contrôle sur ses affaires étrangères. Une nouvelle assemblée est élue en automne pour ratifier l'accord. |
| octobre - décembre           | Norvège    | Constituantes (en)                        | Assemblée élue pour ratifier la convention de Moss. | Tous les membres de l'assemblée sont élus sans étiquette. Ils ratifient la convention, reconnaissant la souveraineté suédoise sur leur pays. Des élections législatives ont lieu à partir de décembre. |
| décembre 1814 - juin 1815    | Norvège    | Législatives (en)                         | | Voir la page : Liste d'élections en 1815. |
| 26 avril 1814 - 10 août 1815 | États-Unis | Législatives (chambre (en) et sénat (en)) | | Voir la page : Liste d'élections en 1815. |